# Barra de menu

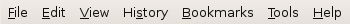
Barra de menu do Mozilla Firefox.

Barra de menu é uma região de um software aplicativo, em que menus são apresentados para provar funcionalidades a janelas específicas ou à aplicação, tais como: abrir arquivos, interagir com o sistema ou requisitar ajuda. Tais menus são geralmente presentes em interfaces gráficas do utilizador que possuem janelas.

## Implementações
A barra de menu foi implementada de diferentes formas por cada sistema operacional.
No Mac OS, ela é uma barra horizontal anexada ao topo da tela. No OS X, o lado esquerdo contém o menu Apple e os menus da aplicação com o foco, enquanto o lado direito contém menus adicionais genéricos ao sistema, como relógio do sistema e o controle de volume. Tais itens adicionais podem ser movidos horizontalmente através de arraste; se arrastados verticalmente são removidos da barra. Até a versão 9, o lado direito continha o menu de aplicação, permitindo ao usuário alternar o foco entre as aplicações abertas. Há somente uma barra de menu, de forma que o menu de aplicação está sempre relacionado à aplicação com o foco.
No Microsoft Windows, a barra de menu é anexada ao topo da janela, logo abaixo da barra de título, o que permite haver diversas barras de menu sendo apresentadas ao mesmo tempo. Os itens da barra podem ser acessados através de atalhos envolvendo a tecla Alt e uma letra mnemônica que aparece sublinhada no título do menu, tal qual mostrado na imagem.
A apresentação das barras de menu em Linux depende do gerenciador de janela. O KDE permite habilitar estilos Macintosh ou Windows às barras, inclusive ao mesmo tempo. Já o GNOME usa a barra de menu no topo da tela, mas ela contém menus de aplicações e do sistema, além do status do sistema. Programas individuais também têm suas próprias barras.